# Dumitru Popescu (preot)
Dumitru Popescu (n. 29 iunie 1929, Călugăreni, Giurgiu – d. 10 martie 2010, București) a fost un preot, teolog român, profesor universitar, membru de onoare al Academiei Române (din 2001).

## Biografie
Dumitru Popescu și-a început studiile teologice la Seminarul Teologic „Nifon Mitropolitul” din București, unde a studiat între anii 1940 și 1948. În 1948, a fost nevoit să întrerupă studiile din cauza unor dificultăți familiale. Între 1948 și 1955, și-a satisfăcut stagiul militar la Șinca-Veche, în județul Brașov, unde a fost repartizat într-un detașament de muncă forțată.
După această perioadă, a reluat studiile la Institutul Teologic Universitar din București, pe care l-a absolvit în 1962. În 1972, a obținut titlul de doctor în teologie dogmatică ortodoxă, susținând o teză intitulată „Eclesiologia romano-catolică după cel de-al doilea Conciliu de la Vatican și ecourile ei în teologia contemporană.”
În cariera sa academică, a ocupat funcția de rector al Institutului Teologic din București în două perioade, între 1972-1980 și 1988-1992, și a fost decan al aceleași instituții între 1992-1996. Din 1980, a devenit director de studii în cadrul Conferinței Bisericilor Europene (KEK), cu sediul la Geneva.
A avut, de asemenea, o activitate didactică semnificativă la Facultatea de Teologie Ortodoxă „Patriarhul Justinian” din București. Începând din 1998, a predat cursuri de dogmatică ortodoxă la Institutul Ecumenic și Patristic din Bari, afiliat Universității San Tomaso din Roma.
Pe parcursul vieții, a fost recunoscut pentru contribuțiile sale în domeniul teologiei, devenind membru de onoare al Academiei Române și primind titlul de doctor honoris causa din partea mai multor universități.

## Lucrări
- Teologie și cultură;
- Ortodoxie și contemporaneitate;
- Hristos, Biserică, societate;
- Misiunea Bisericii într-o lume secularizată;
- Iisus Hristos Pantocrator.